# Etta Zuber Falconer
Etta Zuber Falconer (Tupelo, Misisipi Estados Unidos, 21 de noviembre de 1933-19 de septiembre de 2002) fue una matemática y profesora estadounidense que desarrolló la mayor parte de su carrera en el Spelman College, donde fue directora de departamento y provost asociada. Fue una de las primeras mujeres afroestadounidenses en obtener un doctorado en matemáticas.

## Familia
Etta Zuber nació en Tupelo, Misisipi, hija de Walter A. Zuber, un médico, y Zadie L. Montgomery Zuber, una música. La familia tenía dos hijas, siendo Etta la menor y Alice la mayor. Mientras enseñaba en el Okolona Junior College en Okolona, Misisipi, Etta conoció y se casó con Dolan Falconer, un entrenador de baloncesto. Tuvieron tres hijos: Dolan Falconer Jr., que se convirtió en ingeniero nuclear, Alice Falconer Wilson, pediatra, y Walter Zuber Falconer, urólogo. Permanecieron casados durante 35 años, hasta la muerte de Dolan.

## Formación
Falconer asistió al sistema educativo público de Tupelo, graduándose del Carver High School en 1949. A los 15 años, entró en la Universidad Fisk en Nashville, donde se graduó summa cum laude en 1953 con major en matemáticas y minor en química. Mientras estudiaba en Fisk, entró en la sociedad académica Phi Beta Kappa.
Tras ello se trasladó a la Universidad de Wisconsin-Madison, donde obtuvo una maestría en matemáticas en 1954. Al sentirse sola en Wisconsin, decidió no continuar con su doctorado y regresar a Misisipi para enseñar. Después de que su familia se mudara a Atlanta en 1965, entró en la Universidad Emory, donde obtuvo un doctorado en matemáticas en 1969 con una tesis sobre álgebra abstracta.
Para ayudar en la fundación de un departamento de ciencias de la computación siendo ya directora del departamento de matemáticas en el Spelman College, volvió a la escuela de posgrado de la Universidad de Atlanta, donde obtuvo una maestría en ciencias de la computación en 1982.

## Carrera como docente
Falconer comenzó su carrera como docente en 1954 en el Okolona Junior College, donde conoció y se casó con Dolan Falconer. Permaneció en Okolona hasta 1963, cuando aceptó un puesto en el Howard High School en Chattanooga, donde enseñó durante el curso 1963-64. Cuando su marido recibió una oferta para entrenar en el Morris Brown College en 1965, la familia se trasladó a Atlanta, donde se encuentra también el Spelman College, una institución históricamente negra.
La madre de Falconer había estudiado en Spelman, y Falconer decidió pedirle una plaza docente a la directora del departamento de matemáticas para enseñar allí. Fue nombrada instructora en 1965. En 1971, Falconer dejó Spelman para unirse como profesora asociada al departamento de matemáticas de la Universidad Estatal de Norfolk, donde enseñó durante el año 1971-1972. Regresó a Spelman como profesora titular de matemáticas y directora del departamento de matemáticas.
Falconer dedicó 37 años a la enseñanza en matemáticas y a mejorar la educación en ciencias en el Spelman College. En 1995, afirmó: «He dedicado toda mi carrera a aumentar el número de mujeres afroestadounidenses en matemáticas y en carreras relacionadas con las matemáticas».

## Premios y reconocimientos
En 1995, Falconer recibió el Premio Louise Hay de la Asociación de Mujeres en Matemáticas por sus logros en la educación en matemáticas. En 2001, recibió el Mentor Award for Lifetime Achievement de la Academia Estadounidense de las Artes y las Ciencias.